# ارين بنسون (ملحن)
ارين بنسون (بالإنجليزية: Warren Benson)‏ هو عالم موسيقى وملحن أمريكي، ولد في 26 يناير 1924 في ديترويت في الولايات المتحدة، وتوفي في 6 أكتوبر 2005 في روتشستر في الولايات المتحدة.

## وصلات خارجية
- ارين بنسون على موقع ميوزك برينز (الإنجليزية)